# Вилегжаніна Жанна Глібівна
Жанна Глібівна Вилегжаніна (нар. 28 листопада 1944, село Сергіївка, тепер Новомиколаївського району Запорізької області) — українська радянська діячка, бригадир штампувальників Запорізького заводу вимірювальних приладів. Депутат Верховної Ради УРСР 8-9-го скликань.

## Біографія
Освіта середня.
З 1962 р. — штампувальниця, бригадир штампувальників Запорізького заводу зв'язкової апаратури (вимірювальних приладів).
Член КПРС з 1975 року.
Потім — на пенсії у місті Запоріжжі.

## Нагороди
- ордени
- медалі